# Southside (Dublin)
Southside (irsk: Taobh Ó Dheas) er en del af Dublin city der ligger syd for floden Liffey. Det er et uformelt men ofte anvendt begreb. Til forskel fra byens Northside, er den historisk blevet betragtet som mere velhavende og privilegeret, dog med flere undtagelser (eksempelvis ligger Malahide, der er en af de rigeste områder i Irland, i Northside).

## Områder i Southside
Southside inkluderer den del af Dublin centrum , der ligger syd for Liffey, inklusive Grafton Street og andre kendte gader og dele af indre by som The Liberties / The Coombe og Temple Bar.
Uden for byens centrum inkluderes følgende område i Southside, hvoraf flere er mindre landsbyer, som først er blevet en del af Dublin i nyere tid:
- Adamstown
- Ballinteer
- Ballsbridge
- Ballyboden
- Ballybrack
- Ballyfermot
- Ballymount
- Ballyroan
- Belfield
- Blackrock
- Booterstown
- Cabinteely
- Cherrywood
- Churchtown
- Citywest (business park)
- Clondalkin
- Clonskeagh
- Cornelscourt
- Crumlin
- Dalkey
- Deansgrange
- Dolphin's Barn
- Donnybrook
- Drimnagh
- Dundrum
- Dún Laoghaire
- Edmondstown
- Firhouse
- Foxrock
- Glasthule
- Glenageary
- Glencullen
- Goatstown
- Greenhills
- Harold's Cross
- Inchicore
- Irishtown
- Jobstown
- Killiney
- Kilmacud
- Kilmainham
- Kilternan
- Kimmage
- Knocklyon
- Leopardstown
- Loughlinstown
- Lucan
- Milltown
- Monkstown
- Mount Merrion
- Newcastle
- Park West
- Palmerstown
- Ranelagh
- Rathcoole
- Rathfarnham
- Rathgar
- Rathmichael
- Rathmines
- Rialto
- Ringsend
- Rockbrook
- Saggart
- Sallynoggin
- Sandycove
- Sandyford
- Sandymount
- Shankill
- Stepaside
- Stillorgan
- Tallaght
- Templeogue
- Terenure
- Walkinstown
- Whitechurch
- Windy Arbour